# Rhaphiomidas trochilus
Rhaphiomidas trochilus is een vliegensoort uit de familie Mydidae. De wetenschappelijke naam van de soort is, geplaatst in het geslacht Apomidas, voor het eerst geldig gepubliceerd in 1892 door Coquillett.
De soort komt voor in de Verenigde Staten.